# 古隅田川

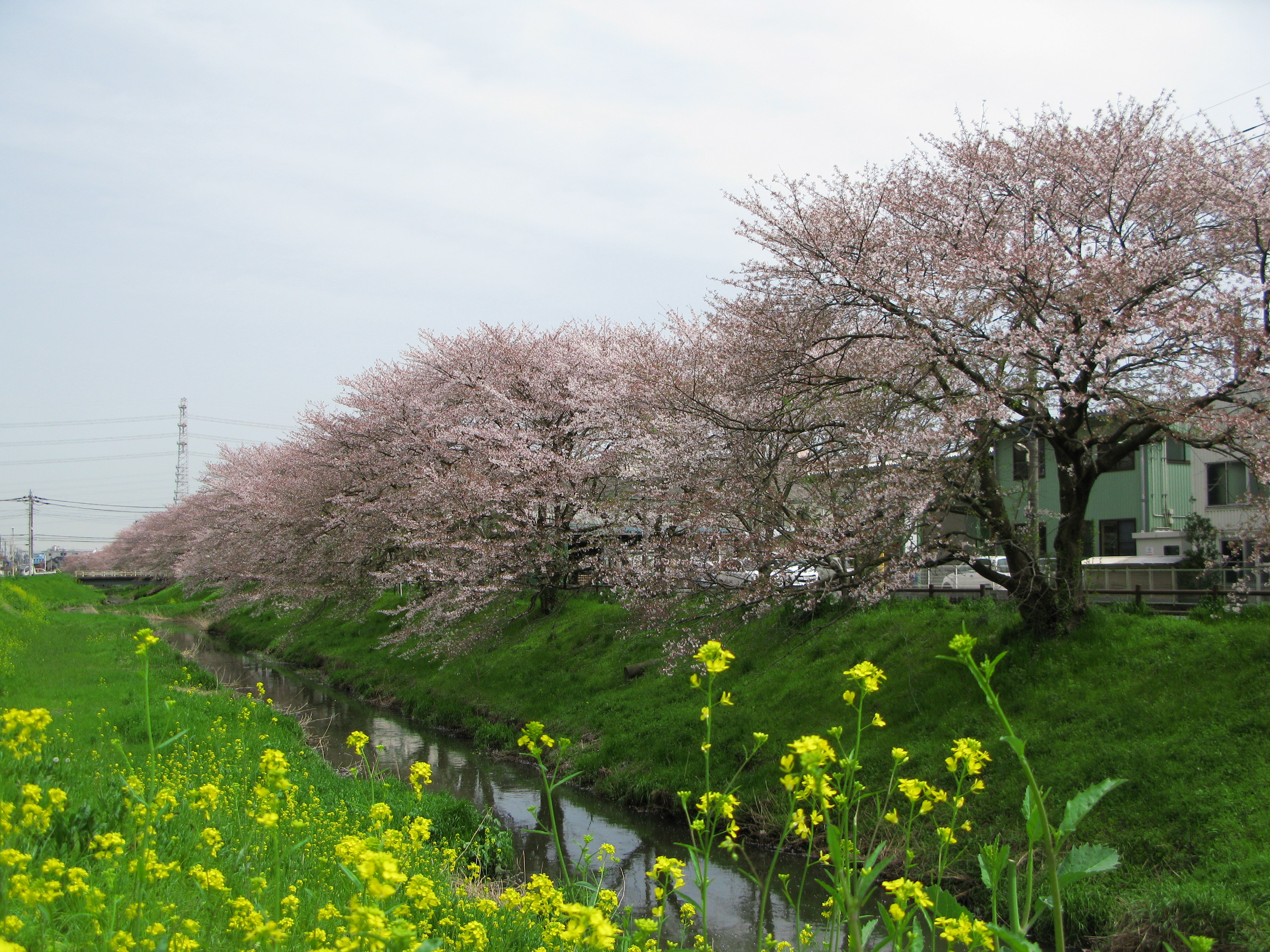
埼玉県春日部市栄町付近（2010年4月13日撮影）

古隅田川（ふるすみだがわ）は、埼玉県さいたま市と春日部市を流れる河川、および東京都足立区と葛飾区を流れる河川の名称。

## 古隅田川（埼玉県）

### 概要

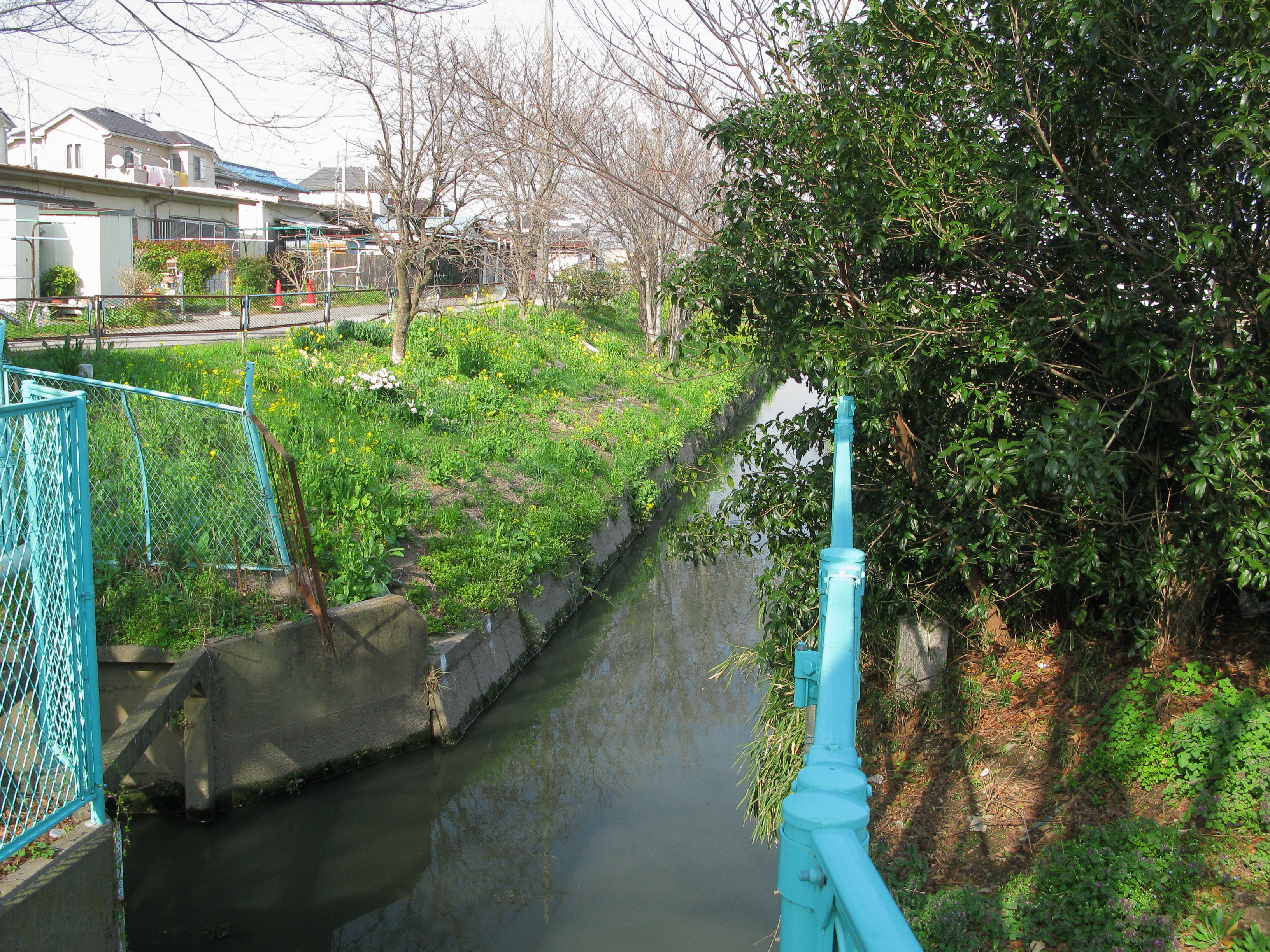
古隅田川の管理起点

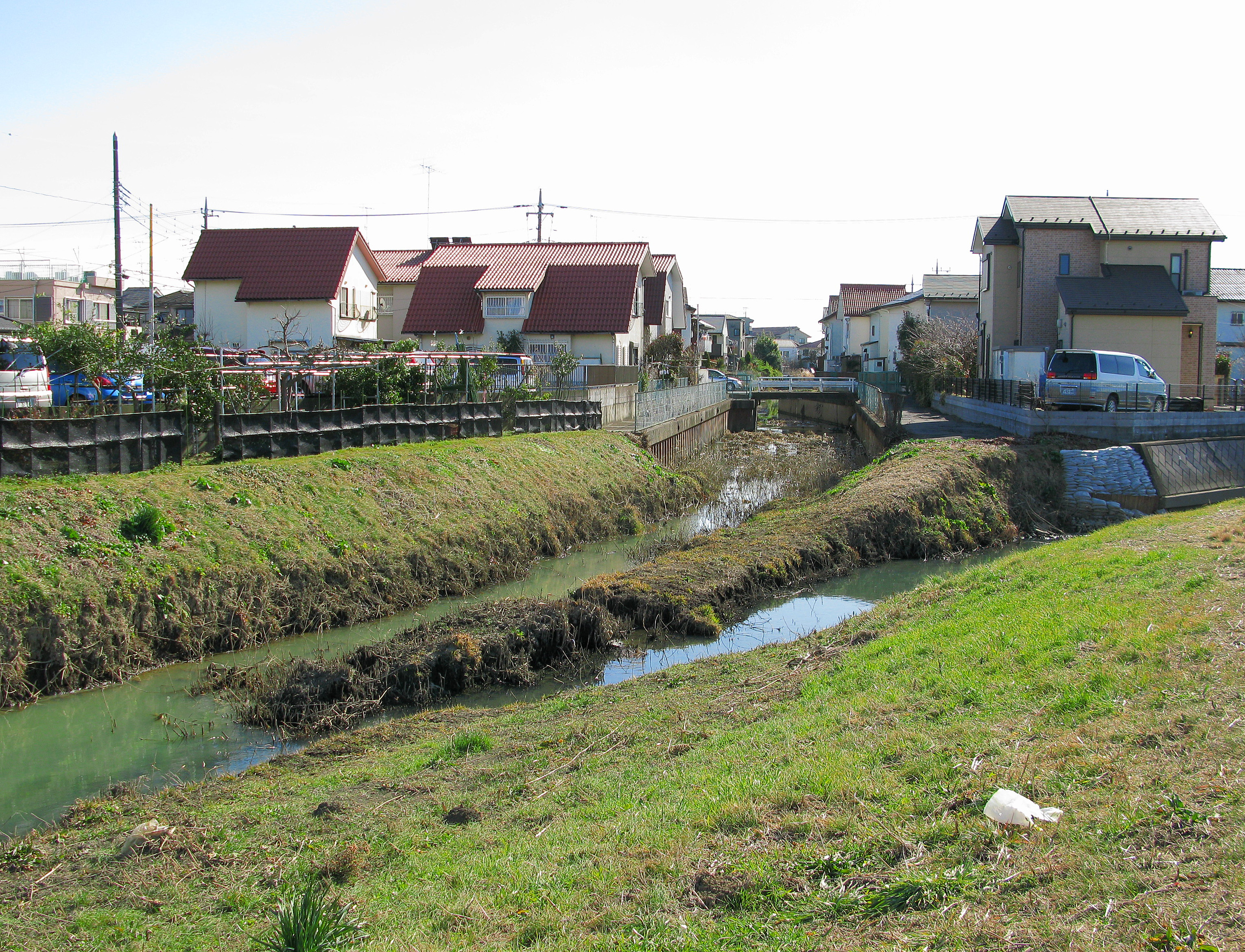
古隅田川の右岸に合流する旧古隅田川

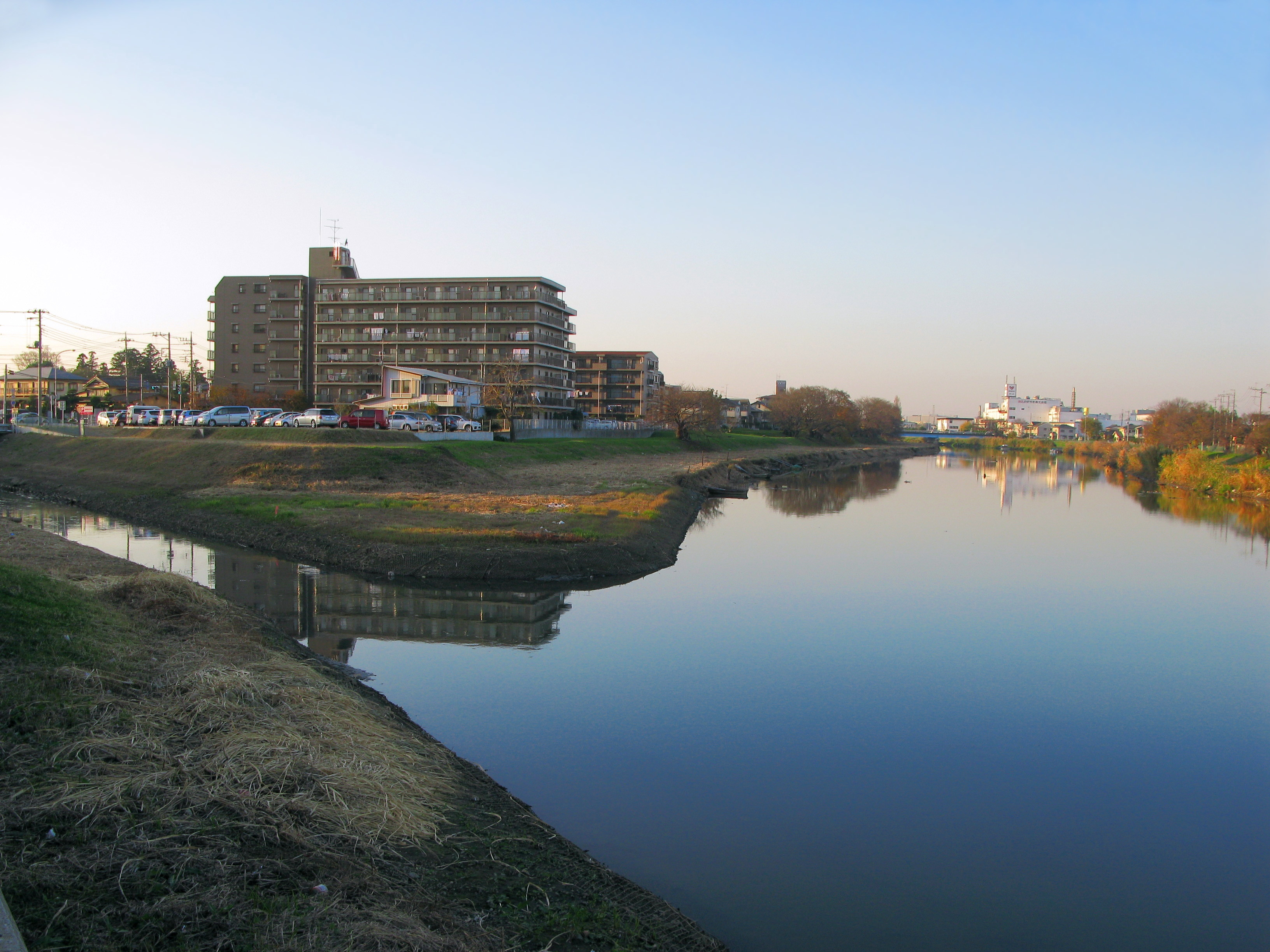
古隅田川と大落古利根川の合流点

- 埼玉県さいたま市・春日部市を流れる流路延長4.8 km[1]、流域面積14.0 km²[1]の一級河川。利根川水系大落古利根川の支流である。さいたま市岩槻区南平野地区を管理起点とし、さいたま市岩槻区と春日部市の境界を北東方向へ流下し、途中旧古隅田川などの支流と合わせ、春日部市梅田地区（座標）で大落古利根川右岸に合流する。流域は一部で農地があるほかは住宅地となっている。

### 支流
- 山城堀 - 古隅田川の源流
- 上豊川（旧古隅田川）
- 上院落
- 豊春用水
- 黒沼水田からの排水路
- 内牧用水
- 梅田落

### 河川施設
- 上院調節池

### 橋梁
古隅田川
- 名称不明
- 山城第二橋梁（東武野田線）
- 花積橋
- 豊春橋（市道1-18号線）
- 友愛橋
- ふれあい橋（人道橋）
- 名称不明
- 名称不明
- 城殿宮橋 - これより下流側は、越谷県土整備事務所が担当
- 名称不明
- A21号橋（かえで通り）[2]
- 栄橋
- 古隅田橋（国道16号）
- 浜川戸橋
- 梅田橋（埼玉県道85号春日部久喜線）
- 古隅田川橋梁（東武伊勢崎線）
- 十文橋（埼玉県道85号春日部久喜線）

旧古隅田川 ※春日部市下蛭田地区南部に源を発し、北東から北西方向に流れ、矢島橋の下流で古隅田川右岸に合流する。
- 名称不明
- 名称不明
- 道順川戸橋
- 業平橋（埼玉県道2号さいたま春日部線）
- 東武野田線
- 川面橋
- 名称不明
- 矢島橋（旧やじま橋） - かつての「やじま橋」は1737年（元文2年）架橋の石橋で、古隅田公園内に説明石標とともに移築保存してある。

### 周辺
- 東岩槻駅
- 花積貝塚
- 豊春駅
- 有限会社らくだ社（クレヨンしんちゃん）
- 古隅田川公園
- 春日部市立豊春中学校
- 春日部市立宮川小学校
- 黒沼・水と緑のふれあいロード・内牧サイクリング道路
- 内牧塚内古墳群
- 埼玉県立春日部高等学校
- 春日部八幡神社・春日部稲荷神社
- 浜川戸砂丘
- 北春日部駅
- 春日部市立春日部中学校
- 最勝院
- 春日部駅

### 風景

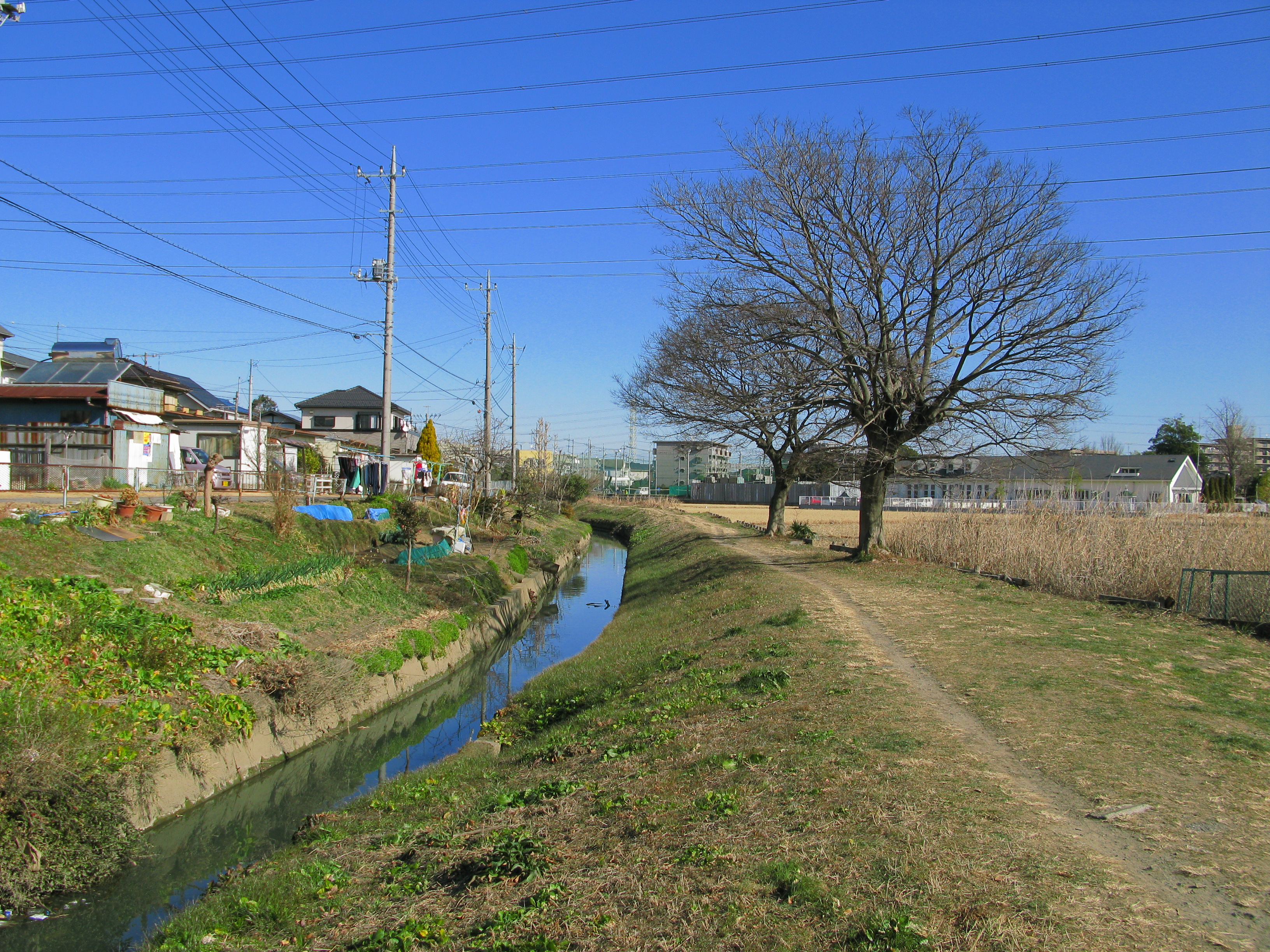
古隅田川最上流部（下蛭田地区）
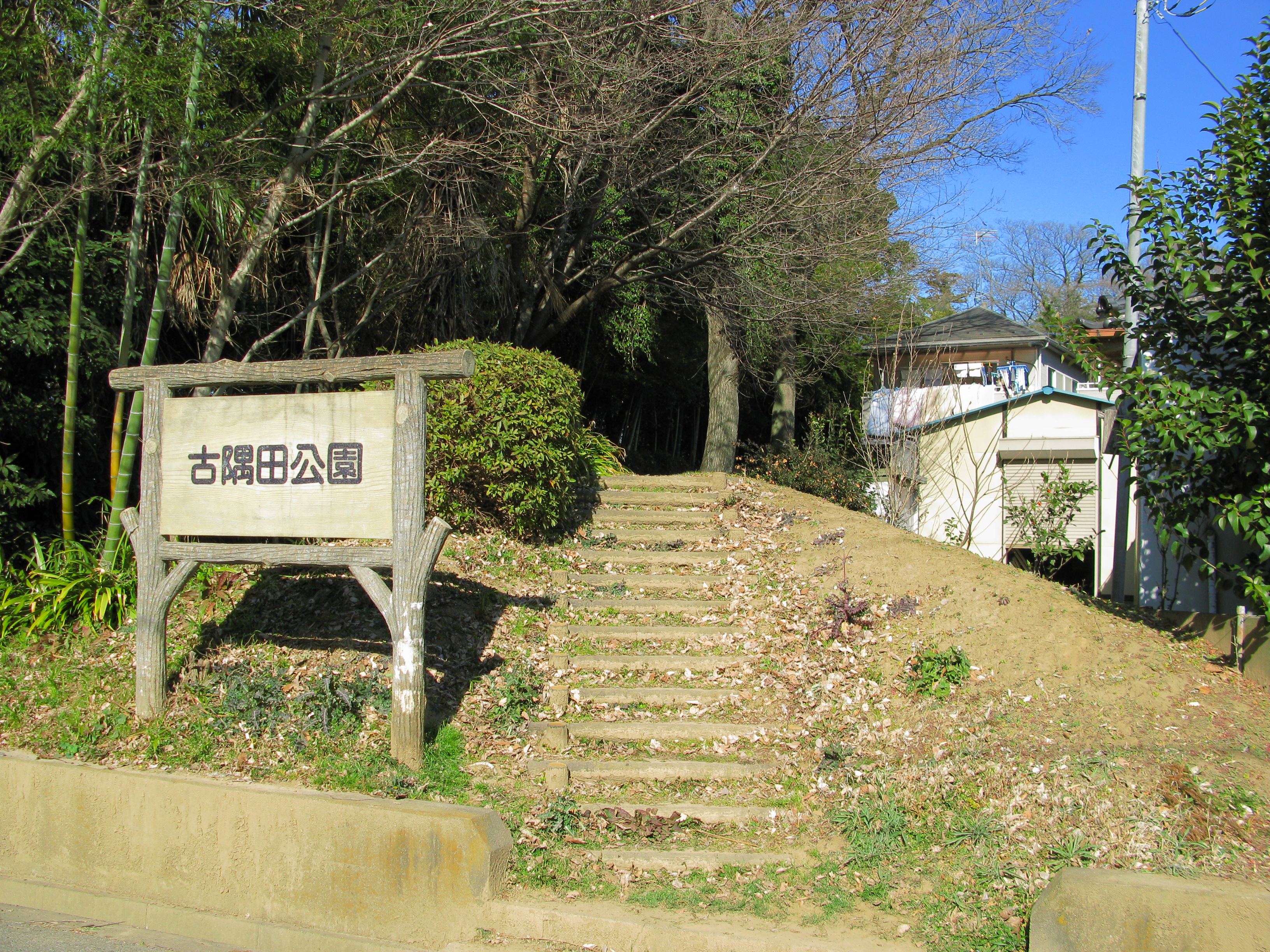
古隅田川の旧堤防。古隅田川公園として整備されている。
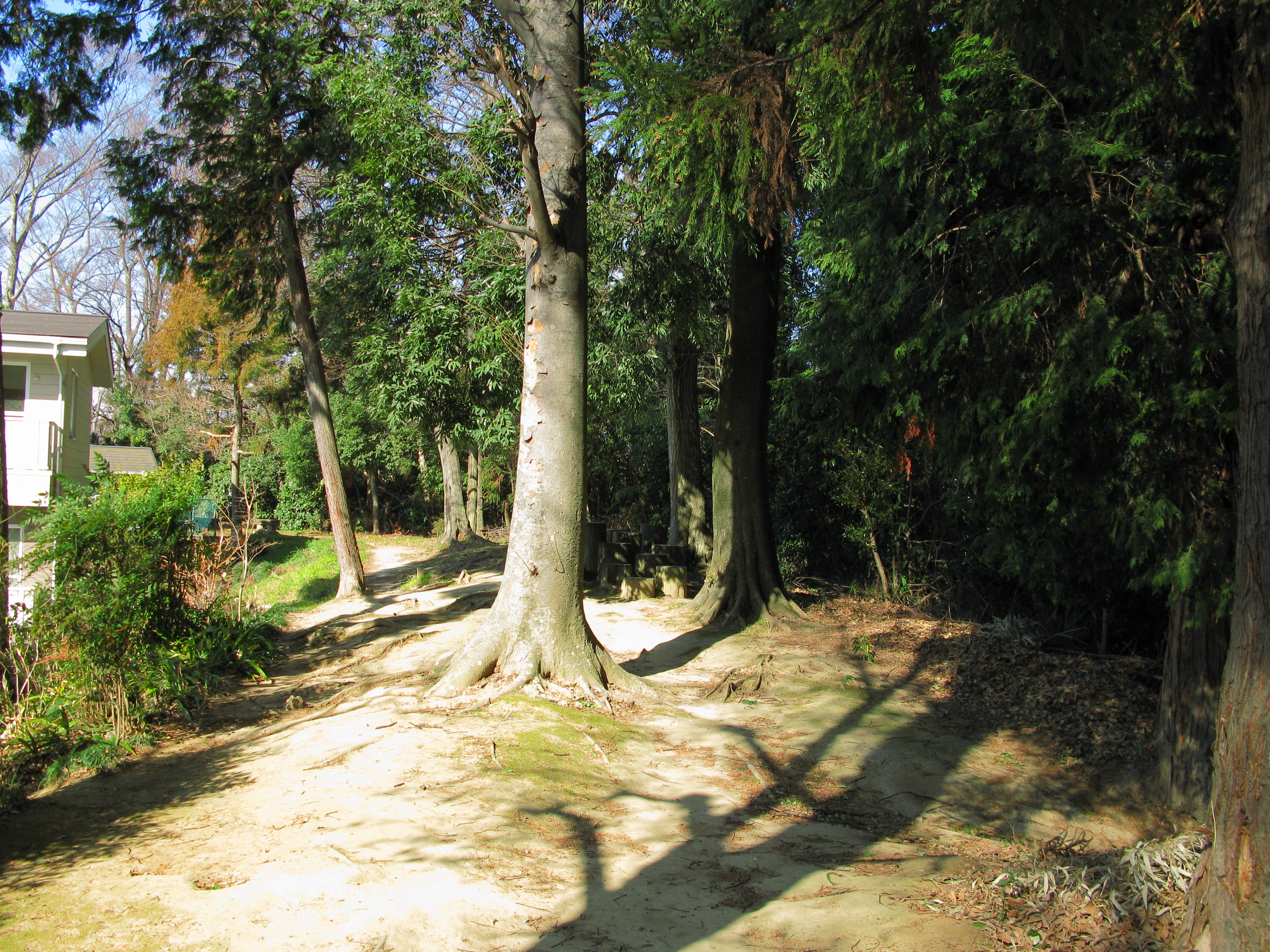
古隅田川の旧堤防の天端。（古隅田川公園内）
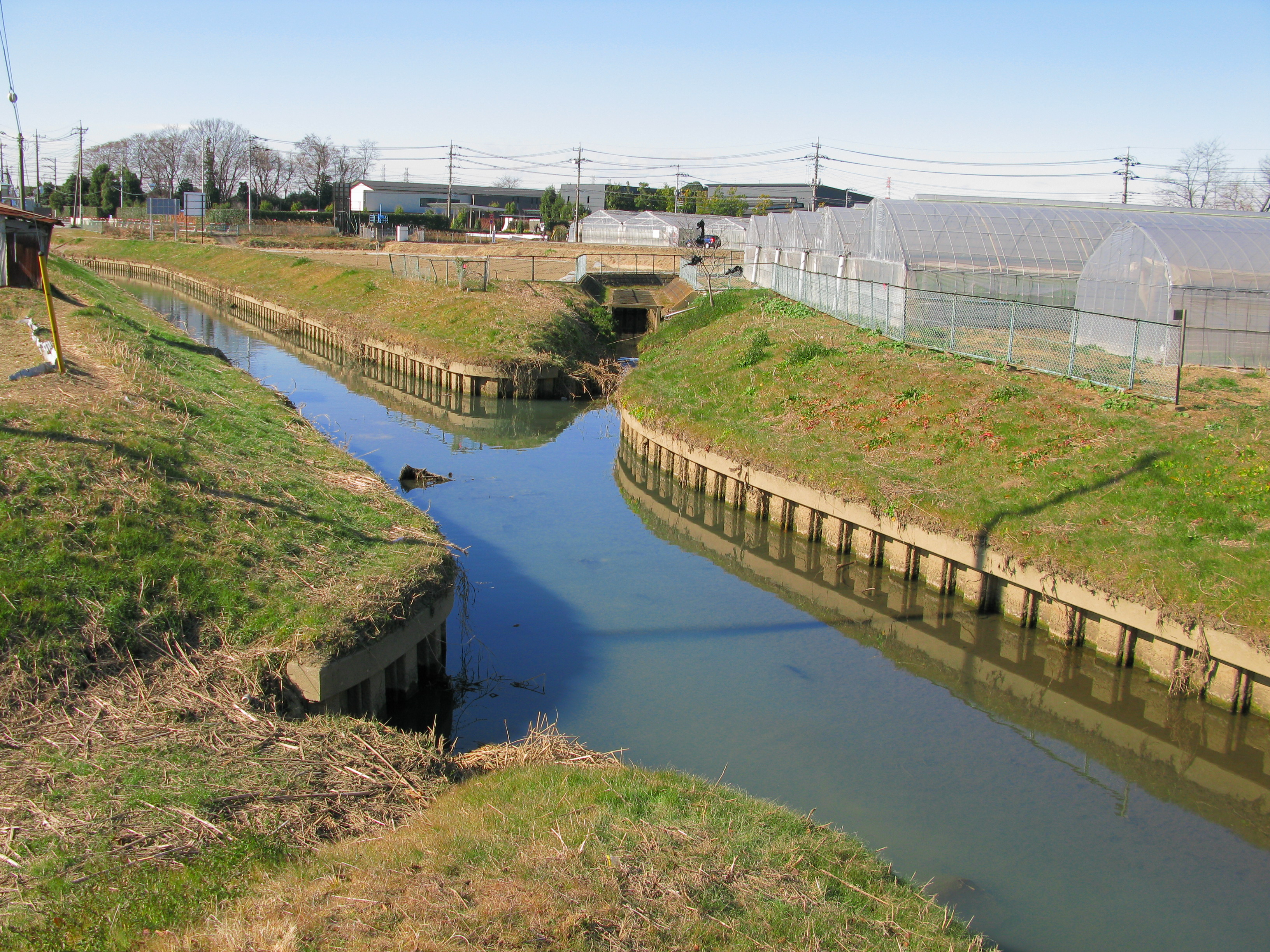
黒沼水田からの排水路が左岸に合流する。また、古隅田川の旧流路が分岐する。

## 古隅田川（東京都）

### 概要

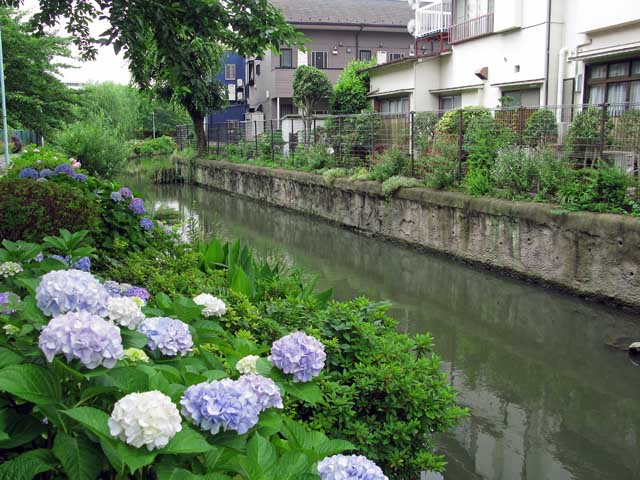
東京都葛飾区古隅田川緑道内（2013年6月）

- 東京都足立区・葛飾区の境を流れる流路延長5.45 kmの河川。葛飾区亀有3丁目で中川と分かれ葛飾区小菅3丁目(北緯35度45分19秒 東経139度49分14秒 / 北緯35.755347度 東経139.820554度座標: 北緯35度45分19秒 東経139度49分14秒 / 北緯35.755347度 東経139.820554度）で綾瀬川左岸に合流する。現在は下流部の一部を除き暗渠となっている。また、東京拘置所付近に延長1.1㎞に亘り、綾瀬川の開削で分断された旧流路跡（裏門堰親水水路）が残る[3]。

### 支流
- 葛西用水路（東京葛西用水路）

### 河川施設
- 大六天排水場

### 橋梁
河道の暗渠化の際、欄干が撤去され親柱のみとなった橋も多数存在する。
- 境四橋
- 南新橋
- 境三橋
- 旭橋
- 境一橋
- 元隅田橋
- 白鷺橋 - 捷水路に架かる
- 綾南橋
- 境田橋
- 富士見橋
- 袋橋
- 北野橋
- 千鳥橋
- 古川橋（レンゴー葛飾工場前）
- 陸前橋（綾瀬コミュニティー道路）
- 鵜乃森橋

### 周辺
- 古隅田川親水水路
- 東京法務局城北出張所
- 綾瀬駅
- 古隅田川緑道 [4]
- 裏門堰親水公園（古隅田川跡）

## 古隅田川と利根川
かつて、隅田川は利根川の下流に位置しており、武蔵国と下総国の境界線となっていたと考えられている。埼玉県と東京都にある2つの古隅田川はかつては利根川－隅田川の一部であり、現在の河川に則すれば、古利根川から古隅田川（埼玉側）、元荒川、中川、古隅田川（東京側）、隅田川という流れが利根川及び荒川の本流であったと考えられている。
なお、現在の埼玉県の古隅田川は元荒川の近く（さいたま市岩槻区南平野付近）を源として古利根川に向かって注いでいるが、中世以前は逆向きに古利根川から元荒川に向かって大河川が流れていた。
これは現在も一部に残る自然堤防跡や古文書において現在の古隅田川流域の東側地域（春日部市の旧北葛飾郡庄和町など）が「下総国」下河辺荘に属していることからも分かる。
その後、関東造盆地運動の影響により古隅田川一帯が隆起して、利根川の本流が現在の古利根川からそのまま中川に向かう経路を取る様になり、更に江戸時代の利根川東遷事業やそれに付随した入間川の荒川・隅田川への付け替え工事によって利根川・中川・荒川（隅田川）が切り離され水位が低下、埼玉の古隅田川の流れも逆方向に向かうようになったと考えられている。